# Tiêu chuẩn ổn định Nyquist

Biểu đồ Nyquist của.

Trong lý thuyết điều khiển tự động và lý thuyết ổn định, tiêu chuẩn ổn định Nyquist, được phát minh bởi kỹ sư điện người Thụy Điển-Mỹ Harry Nyquist tại Bell Telephone Laboratories vào năm 1932, là một kỹ thuật đồ họa để xác định sự ổn định của một hệ thống động lực. Bởi vì nó chỉ nhìn vào biểu đồ Nyquist của các hệ thống vòng hở, nó có thể được áp dụng mà không cần tính toán một cách rõ ràng các cực và zero của hoặc hệ thống vòng kín hoặc hệ thống vòng hở (mặc dù số lượng của mỗi loại kỳ dị ở mặt phẳng bên phải phải được biết). Kết quả là, nó có thể được áp dụng cho các hệ thống được xác định bởi các hàm không phải là hàm phân thức, chẳng hạn như hệ thống có độ trễ. Ngược lại với biểu đồ Bode, nó có thể xử lý các hàm truyền với các kỳ dị ở mặt phẳng bên phải. Ngoài ra, có một tổng quát hóa tự nhiên cho nhiều hệ thống phức tạp với nhiều đầu vào và nhiều đầu ra,chẳng hạn như các hệ thống điều khiển cho máy bay.
Tiêu chuẩn Nyquist được sử dụng rộng rãi trong kỹ thuật điện tử và kỹ thuật điều khiển tự động, cũng như các lĩnh vực khác, để thiết kế và phân tích các hệ thống với thông tin phản hồi. Trong khi Nyquist là một trong những kiểm tra sự ổn định tổng quát nhất, nó còn có nhiều hạn chế đối với các hệ thống tuyến tính, các hệ thống thời gian bất biến(LTI). Các hệ thống phi tuyến tính phải sử dụng tiêu chuẩn ổn địnhphức tạp hơn, chẳng hạn như Lyapunov hoặc tiêu chuẩn vòng tròn. Trong khi Nyquist là một kỹ thuật đồ họa, nó chỉ cung cấp một số lượng hạn chế trực quan để giải thích tại sao một hệ thống là ổn định hay không ổn định, hoặc làm thế nào để biến một hệ thống từ không ổn định sang ổn định. Các kỹ thuật như biểu đồ Bode, ít tổng quát, đôi khi lại là một công cụ thiết kế hữu ích hơn.

## Cơ sở
Chúng ta xem xét một hệ thống có hàm truyền vòng hở (OLTF-open loop transfer function) là {\displaystyle G(s)}; khi thay vào một vòng kín với vòng phản hồi âm {\displaystyle H(s)}, hàm truyền vòng kín (CLTF-closed loop transfer function) sẽ trở thành {\displaystyle {\frac {G}{1+GH}}}. Độ ổn định có thể được xác định bằng cách kiểm tra các nghiệm của đa thức {\displaystyle 1+GH}, ví dụ sử dụng bảng Routh, nhưng phương pháp này hơi tẻ nhạt. Kết luận cũng có thể đạt được bằng cách kiểm tra OLTF, sử dụng biểu đồ Bode của nó hoặc, như ở đây, biểu đồ cực của OLTF sử dụng tiêu chuẩn Nyquist, như sau.
Bất kỳ hàm truyền trong miền Laplace nào  {\displaystyle {\mathcal {T}}(s)} cũng có thể được diễn đạt thành tỉ số của hai đa thức: {\displaystyle {\mathcal {T}}(s)={\frac {N(s)}{D(s)}}.}
Các nghiệm của {\displaystyle N(s)} được gọi là các zero của {\displaystyle {\mathcal {T}}(s)}, và các nghiệm của {\displaystyle D(s)} được gọi là các cực của {\displaystyle {\mathcal {T}}(s)}. Các cực của {\displaystyle {\mathcal {T}}(s)} cũng được gọi là các nghiệm của "phương trình đặc tính" {\displaystyle D(s)=0}.
Độ ổn định của {\displaystyle {\mathcal {T}}(s)} được xác định bởi các giá trị của các cực của nó: để ổn định, các phần thực của mỗi cực phải là số âm. Nếu {\displaystyle {\mathcal {T}}(s)} được tạo bởi một vòng phản hồi đơn vị âm xung quanh hàm truyền vòng hở{\displaystyle G(s)={\frac {A(s)}{B(s)}}}, thì các nghiệm của phương trình đặc tính cũng là zero của {\displaystyle 1+G(s)}, hoặc đơn giản là nghiệm của {\displaystyle A(s)+B(s)=0}.

## Nguyên lý argumentcủa Cauchy
Từ giải tích phức, đặc biệt nguyên lý argument, chúng ta biết rằng một đường bao {\displaystyle \Gamma _{s}} vẽ trong một mặt phẳng phức {\displaystyle s}, bao quanh nhưng không vượt qua bất kỳ zero và cực nào của hàm {\displaystyle F(s)}, có thể được ánh xạ sang một mặt phẳng khác (mặt phẳng {\displaystyle F(s)}) bởi hàm {\displaystyle F(s)}. Biểu đồ Nyquist của {\displaystyle F(s)}, trong đó đường bao {\displaystyle \Gamma _{F(s)}=F(\Gamma _{s})} sẽ bao quanh điểm {\displaystyle s={-1/k}} của mặt phẳng {\displaystyle F(s)}  {\displaystyle N} lần, trong đó {\displaystyle N=Z-P}. Với {\displaystyle Z} và {\displaystyle P} lần lượt là số zero của {\displaystyle 1+kF(s)} và cực của {\displaystyle F(s)} bên trong đường bao {\displaystyle \Gamma _{s}}. Lưu ý rằng chúng ta đếm các đường bao trong mặt phẳng {\displaystyle F(s)} theo cùng nghĩa với đường bao {\displaystyle \Gamma _{s}} và các đường bao theo hướng ngược lại là các đường bao âm. Trong đó, chúng ta xem các đường bao theo chiều kim đồng hồ là âm và các đường bao ngược chiều kim đồng hồ là dương.
Thay vì nguyên lý argument của Cauchy, tài liệu gốc của Harry Nyquist vào năm 1932 sử dụng một cách tiếp cận ít thanh lịch hơn. Cách tiếp cận này đã giải thích ở đây là tương tự như phương pháp được sử dụng bởi Leroy MacColl (lý thuyết cơ bản của các cơ cấu servo năm 1945) hoặc bởi Hendrik Bode (Phân tích mạng và thiết kế bộ khuếch đại hồi tiếp năm 1945), cả hai người họ cũng làm việc cho Phòng thí nghiệm Bell. Cách tiếp cận này xuất hiện trong hầu hết các giáo trình hiện đại về lý thuyết điều khiển.

## Tiêu chuẩn Nyquist
Chúng ta đầu tiên xây dựng đường bao Nyquist, một đường viền bao quanh phần bên phải của mặt phẳng phức:
- Một đường đi từ trục {\displaystyle j\omega }, từ {\displaystyle 0-j\infty } tới {\displaystyle 0+j\infty }.
- Một đường cung hình bán nguyệt, với đường kính {\displaystyle r\to \infty }, đi từ {\displaystyle 0+j\infty } theo chiều kim đồng hồ tới {\displaystyle 0-j\infty }.

Đường bao Nyquist được ánh xạ thông qua hàm{\displaystyle 1+G(s)} thu được một biểu đồ của {\displaystyle 1+G(s)} trong mặt phẳng phức. Bằng Nguyên lý Argument, số lượng đường bao theo chiều kim đồng hồ của hàm gốc phải là số zero của {\displaystyle 1+G(s)} trong mặt phẳng phức bên phải trừ đi cực của {\displaystyle 1+G(s)} trong mặt phẳng phức bên phải. Nếu không, đường bao sẽ được ánh xạ thông qua hàm truyền vòng hở {\displaystyle G(s)}, kết quả là ta được Biểu đồ Nyquist của {\displaystyle G(s)}. Bằng cách đếm kết quả các đường bao quanh điểm -1, chúng ta tìm sự khác nhau giữa số cực và zero trong mặt phẳng phức bên phải của {\displaystyle 1+G(s)}. Nhắc lại là các zero của {\displaystyle 1+G(s)} là các cực của hệ thống vòng kín, và chú ý là các cực của {\displaystyle 1+G(s)} là giống với các cực của {\displaystyle G(s)}, bây giờ chúng ta sẽ phát biểu Tiêu chuẩn Nyquist:
Cho một đường bao Nyquist {\displaystyle \Gamma _{s}}, với {\displaystyle P} là số cực của {\displaystyle G(s)} bao quanh bởi {\displaystyle \Gamma _{s}}, và {\displaystyle Z} là số zero của {\displaystyle 1+G(s)} bao quanh bởi {\displaystyle \Gamma _{s}}. Nói cách khác, và cốt yếu hơn, {\displaystyle Z} là số cực của hệ thống vòng kín trong mặt phẳng phức bên phải. Đường bao tổng hợp trong mặt phẳng {\displaystyle G(s)}, {\displaystyle \Gamma _{G(s)}} sẽ bao quanh (theo chiều kim đồng hồ) điểm {\displaystyle (-1+j0)} {\displaystyle N} lần như {\displaystyle N=Z-P}.
Nếu hệ thống bắt đầu là vòng hở không ổn định, cần phải hồi tiếp để ổn định hóa hệ thống. Các cực ở mặt phẳng bên phải (RHP) thể hiện là không ổn định. Đối với độ ổn định vòng kín của một hệ thống, số nghiệm vòng kín trong mặt phẳng s bên phải phải là zero. Do đó, số vòng bao theo chiều kim đồng hồ khoảng {\displaystyle -1+j0} phải bằng với số cực vòng hở trong RHP. Bất kỳ vòng bao theo chiều kim đồng hồ nào của điểm đánh giá bởi đáp ứng tần số vòng hở (khi đánh giá từ tần số thấp đến tần số cao) sẽ chỉ ra rằng hệ thống điều khiển phản hồi sẽ gây bất ổn định nếu vòng điều khiển là vòng kín. (Sử dụng các zero trên RHP "triệt" các cực trên RHP không loại bỏ sự bất ổn định, mà là đảm bảo rằng hệ thống sẽ vẫn ổn định ngay cả khi có sự hiện diện của tín hiệu phản hồi, vì các nghiệm của vòng kín di chuyển giữa các cực và zero vòng hở trong sự hiện diện của thông tin phản hồi. Trong thực tế, zero RHP có thể làm cho cực không ổn định không thể quan sát được và do đó không thể ổn định bằng phản hồi).

## Tiêu chuẩn Nyquist cho các hệ thống với cực nằm trên trục ảo
Việc xem xét trên đã được tiến hành với một giả định rằng hàm truyền vòng hở {\displaystyle G(s)} không có bất kỳ cực nào trên trục ảo (có nghĩa là các cực có dạng {\displaystyle 0+j\omega }). Đây là kết quả từ điều kiện của nguyên lý argument rằng các đường bao không thể đi qua bất kỳ cực nào của hàm ánh xạ. Trường hợp phổ biến nhất là những hệ thống với các máy (bộ) tích phân (cực ở zero).
Để có thể phân tích các hệ thống với các cực nằm trên trục ảo, Đường Bao Nyquist có thể được biến đổi để tránh việc đi qua điểm {\displaystyle 0+j\omega }. Một cách để làm điều này là xây dựng một vòng cung bán nguyệt với đường kính {\displaystyle r\to 0} xung quanh {\displaystyle 0+j\omega }, bắt đầu tại {\displaystyle 0+j(\omega -r)} và đi ngược  chiều tới {\displaystyle 0+j(\omega +r)}. Một điều chỉnh như vậy ngụ ý rằng pha {\displaystyle G(s)} đi dọc một cung có bán kính vô cùng bởi {\displaystyle -l\pi }, trong đó {\displaystyle l} là bội số của cực trên trục ảo.

## Đạo hàm toán học
Mục tiêu của chúng ta là, thông qua quá trình này, kiểm tra sự ổn định của hàm truyền của hệ thống phản hồi đơn vị của chúng ta với độ lợi k, được cho bởi
{\displaystyle T(s)={\frac {kG(s)}{1+kG(s)}}}
Đó là chúng ta cần phải kiểm tra phương trình trạng thái của hàm truyền trên, cho bởi {\displaystyle D(s)=1+kG(s)=0}
có các zero nằm bên ngoài mặt phẳng bên trái (thường khởi tallaff OLHP).
Chúng ta giả định là có một đường bao theo chiều kim đồng hồ (nghĩa là theo chiều âm)  {\displaystyle \Gamma _{s}} bao quanh mặt phẳng bên phải, với các vết lõm để tránh đi qua các zero hoặc cực của hàm {\displaystyle G(s)}. Nguyên lý argumentcủa Cauchy phát biểu rằng
{\displaystyle -{{1} \over {2\pi i}}\oint _{\Gamma _{s}}{D'(s) \over D(s)}\,ds=N=Z-P}
Trong đó {\displaystyle Z} là số zero của {\displaystyle D(s)} bao quanh bởi đường bao và {\displaystyle P} là số cực của {\displaystyle D(s)} bởi cùng đường bao. Sắp xếp lại, ta có{\displaystyle Z=N+P}, nghĩa là
{\displaystyle Z=-{{1} \over {2\pi i}}\oint _{\Gamma _{s}}{D'(s) \over D(s)}\,ds+P}
Chúng ta cũng cần nhớ lại là {\displaystyle D(s)=1+kG(s)} có cùng chính xác các cực của {\displaystyle G(s)}. Do đó, chúng ta có thể tìm thấy {\displaystyle P} bằng cách đếm các cực của {\displaystyle G(s)} mà nằm trong đường bao đó, do đó, nằm trong mặt phẳng hở bên phải (ORHP).
Bây giờ ta sắp xếp lại tích phân ở trên bằng cách gom lại. Cho {\displaystyle u(s)=D(s)}, ta có
{\displaystyle N=-{{1} \over {2\pi i}}\oint _{\Gamma _{s}}{D'(s) \over D(s)}\,ds=-{{1} \over {2\pi i}}\oint _{u(\Gamma _{s})}{1 \over u}\,du}
Sau đó ta gom tiếp với {\displaystyle v(u)={{u-1} \over {k}}}. Ta có
{\displaystyle N=-{{1} \over {2\pi i}}\oint _{u(\Gamma _{s})}{1 \over u}\,du=-{{1} \over {2\pi i}}\oint _{v(u(\Gamma _{s}))}{1 \over {v+1/k}}\,dv}
Cần lưu ý là {\displaystyle v(u(\Gamma _{s}))={{D(\Gamma _{s})-1} \over {k}}=G(\Gamma _{s})} cho ta ảnh của đường bao dưới {\displaystyle G(s)}, nghĩa là biểu đồ Nyquist mà ta có. Ta sẽ tối giảm tích phân trên tiếp
{\displaystyle N=-{{1} \over {2\pi i}}\oint _{G(\Gamma _{s}))}{1 \over {v+1/k}}\,dv}
bằng cách áp dụng công thức tích phân Cauchy. Thật ra, ta thấy rằng tích phân trên tương ứngchính xác với số lần biểu đồ Nyquist bao quanh điểm {\displaystyle -1/k} theo chiều kim đồng hồ. Do đó, ta có thể kết luật rằng
{\displaystyle Z=N+P={\text{(number of times the Nyquist plot encircles -1/k clockwise)}}+{\text{(number of poles of G(s) in ORHP)}}}
=(số lần biểu đồ Nyquist bao quanh -1/k theo chiều kim đồng hồ)+(số cực của G(s) trong ORHP
Do đó chúng ta thấy rằng {\displaystyle T(s)} được định nghĩa ở trên tương ứng với một hệ thống phản hồi đơn vị ổn định, như đã tính toán ở trên, là bằng 0.

## Tóm lược
- Nếu hàm truyền vòng hở {\displaystyle G(s)} có một cực zero là bội số {\displaystyle l}, thì biểu đồ Nyquist bị gián đoạn tại {\displaystyle \omega =0}. Trong quá trình phân tích sâu hơn, nó được giả định là pha sẽ di chuyển {\displaystyle l} lần theo chiều kim đồng hồ theo nửa vòng tròn bán kính vô hạn. Sau khi áp dụng nguyên tắc này, các cực zero phải bỏ qua, cụ thể nếu không có các cực không ổn định khác, thì hàm truyền vòng hở  {\displaystyle G(s)} phải được coi là ổn định.
- Nếu hàm truyền vong hở {\displaystyle G(s)} là ổn định, thì hệ thống vòng kín cho bất kỳ đường bao nào quanh điểm -1.
- Nếu hàm truyền vòng hở  {\displaystyle G(s)} là không ổn định, thì phải là một đường bao theo chiều kim đồng hồ điểm -1 cho mỗi cực của {\displaystyle G(s)} trong mặt phẳng phức bên phải.
- Số các đường bao dư (lớn hơn N + P) chính xác là số cực không ổn định của hệ thống vòng kín.
- Tuy nhiên, nếu đồ thị xảy ra xung quanh điểm {\displaystyle -1+j0}, thì quyết định ngay cả dựa trên độ ổn định biên độ của hệ thống cũng trở nên khó khăn và chỉ có thể kết luận từ đồ thị là có tồn tại zero trên trục {\displaystyle j\omega }.

## Sách tham khảo
- Faulkner, E.A. (1969): Introduction to the Theory of Linear Systems; Chapman & Hall; ISBN 0-412-09400-2
- Pippard, A.B. (1985): Response & Stability; Cambridge University Press; ISBN 0-521-31994-3
- Gessing, R. (2004): Control fundamentals; Silesian University of Technology; ISBN 83-7335-176-0
- Franklin, G. (2002): Feedback Control of Dynamic Systems; Prentice Hall, ISBN 0-13-032393-4